# Nanci Parrilli
Nanci María Augustina Parrilli (nacida el 7 de septiembre de 1953, San Martín de los Andes, provincia de Neuquén) es una profesora y política Argentina.

## Biografía
Realizó sus estudios primarios y secundarios en la ciudad de Neuquén. Estudio psicología en la ciudad de Bahía Blanca en 1976. Entre 1980 y 2005 se desempeñó en gran cantidad de cargos en distintas escuelas, colegios, institutos y centros de enseñanza de Neuquén, siendo profesora y directora. También formó parte del Consejo Provincial de Educación.
En 2007 fue elegida Senadora por la provincia de Neuquén para el período 2007-2013.
En 2013 fue elegida Diputada Nacional por la misma provincia, formando parte de la lista del Frente para la Victoria, teniendo mandato hasta 2017.
Es hermana de Oscar Parrilli.